# Галія (фабрика)
«Галія» — колишнє підприємство легкої промисловості в Тернополі. Засноване 1945 року як швейна фабрика.

Фасад фабрики, червень 2012

Розташовувалося в суттєво переробленому у радянські часи приміщенні колишнього костелу отців-єзуїтів на вул. Юліана Опільського, 1.
Від 1975 — Тернопільське виробниче швейне об'єднання, 1996 — ВАТ «Тернопільська швейна фірма»; від 2000 — нинішня назва.
Від 1993 підприємство співпрацює з німецькими і французькими фірмами.
Асортимент — жіночий та чоловічий верхній одяг із натуральних і штучних тканин: жіночі пальто, костюми, піджаки, спідниці, штани, куртки, жилети, блузи, плащі. Реалізовується здебільшого за кордоном та містах Західної України, Донецьку (раніше), Києві.
Директор — Галина Рудчик (від липня 2006).